# Motor V8

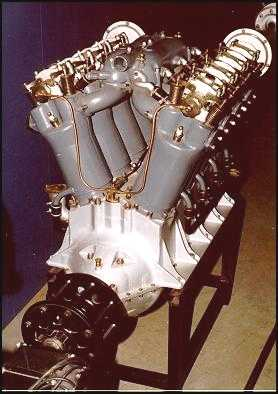
El motor de avión Liberty muestra la configuración V8.

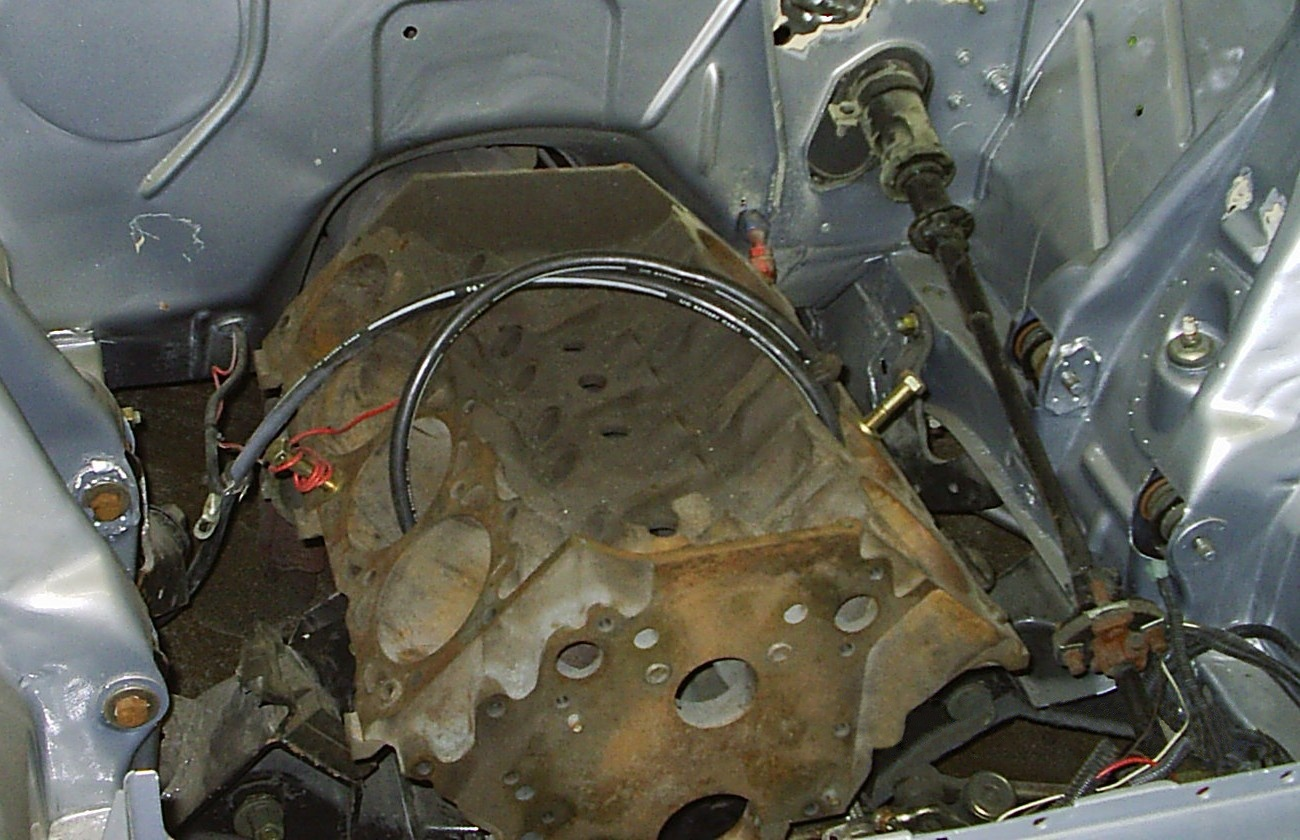
Bloque de un motor V8 de American Motors Corporation.

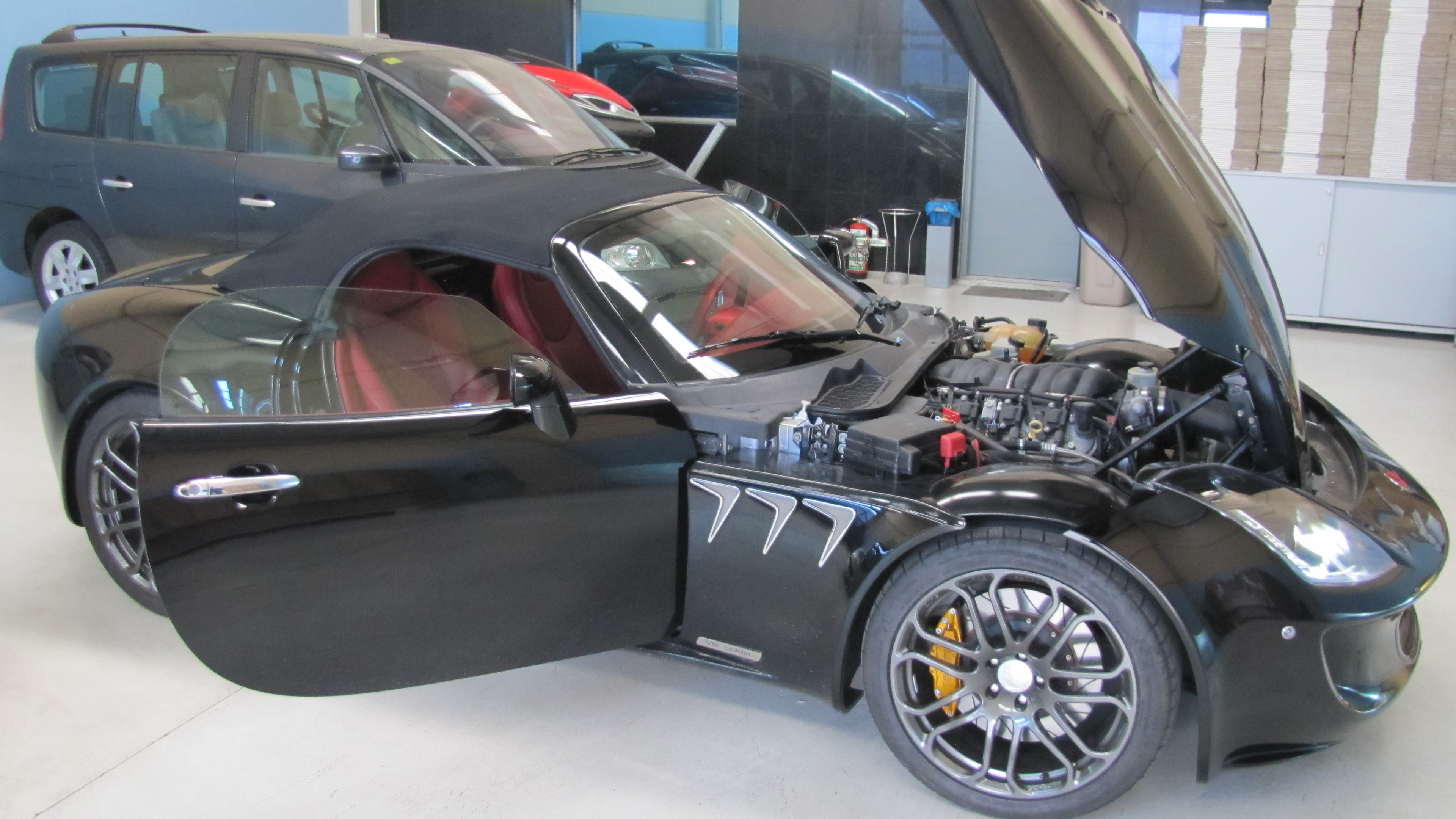
Motor V8 en un Tauro Sport Auto V8 Spider.

Un motor V8 es un motor montado en el cárter con dos bancos de cuatro cilindros, que comparten cigüeñal, formando una "V".

## Descripción
El V8 es una configuración muy común para camionetas, automóviles de gran tamaño y en vehículos tipo "muscle cars". Su cilindrada en raras ocasiones es inferior a los 3.0L y ha llegado a superar los 10.4L.
El motor V8 fue creado por el francés Léon Levavasseur.
Ha servido como motor principal para los automóviles estadounidenses desde que la Ford Motor Company desarrolló la revolucionaria máquina plana de 8 cilindros en V para su cupé Ford en 1932. Desde entonces, Chevrolet ha producido millones de V8 de bloques grandes y pequeños, incluyendo el estándar de todos los motores, mientras que Chrysler perfeccionó los motores v8 en una versión de Hemi para crear autos de más potencia.

### Ángulos V
Algunos motores V8 usan diferentes ángulos. Un ejemplo notable es el Ford/Yamaha V8 usado en el Ford Taurus SHO. Se basó en el Duratec V6 de Ford y comparte el ángulo V de 60°. Una versión de este motor la usan los vehículos Volvo en 2005. En años anteriores, Electro-Motive fabricó una versión de 8 cilindros de su modelo 567 Diésel de locomotora, que tiene un ángulo de 45 grados entre los cilindros.

### Cross-plane y flat-plane
Hay dos tipos de V8 que se diferencian por el tipo de cigüeñal:
- El V8 cross-plane es la típica configuración del V8 utilizada en automóviles. La primera y la última de las cuatro bielas están a 180° con respecto a las demás como son la segunda y tercera, cada par se encuentra en un ángulo de 90° de la otra, de modo que, vista desde el extremo del cigüeñal es una cruz. El cross-plane puede lograr un balance muy bueno, pero requiere grandes contrapesos en el cigüeñal. Estos hace que el V8 cross-plane sea un motor que no alcanza altas revoluciones dado que las masas de los contrapesos generan elevadas inercias que se oponen a la aceleración y desaceleración del cigüeñal si se le compara con otros diseños.
 Otra desventaja radica en que el orden de encendido de cada banco es irregular, dado que en una parte del ciclo dos cilindros del mismo banco tienen ignición de manera consecutiva, esto sucede en ambos bancos, produciendo una presión no constante en el escape de cada banco, que es alta cuando se explusan los gases secuencialmente en ese banco y muy baja cuando no hay expulsión de gases de manera secuencial, razón por la cual el sonido de este tipo de motores es tan particular. Esto lleva a la necesidad de conectar los tubos de escape entre los dos bancos para obtener un eficiente sistema de escape. Este complejo y sobrecargado sistema de escape ha sido un problema importante para vehículos monoplaza de competición, además de que el flujo de gases debido a la ignición despareja entre bancos impide que se utilice un turbo independiente por cada banco. Para poder compensar los grandes contrapesos requeridos para el buen balance de este tipo de motores, se diseñan con una carrera muy larga, lo que produce un torque alto.

- El diseño "flat-plane" está basado en el cigüeñal de los motores de 4 cilindros con ángulos de 180°, que son de hecho la configuración más común de motores en la industria. El ángulo entre bancos en un flat-plane puede ser de 90° o 180°, este motor genera vibraciones a lo largo de la carrera de los pistones, debido a una velocidad superior en la parte superior del recorrido de los pistones en comparación con la velocidad en la parte inferior del recorrido. Para contrarrestar este tipo de vibraciones, se utilizan barras contrarrotativas que giran al doble de la velocidad del cigüeñal. Al contrario del motor cross-plane, el flat-plane no requiere pesados contrapesos, por lo que este tipo de cigüeñal genera menos inercias, permitiendo mejores aceleraciones y desaceleraciones del cigüeñal. Este tipo de motores es común en autos deportivos europeos donde el buen balance del motor no es importante, pero sí lo es el obtener buena potencia respecto a las cilindradas.
Para evitar el uso de barras contrarrotativas que mejoran el balance pero reducen la eficiencia mecánica, los fabricantes favorecen una carrera corta de pistones, que a su vez permiten obtener altas revoluciones, generando bajo torque pero alta potencia específica. Este tipo de motores también es común en monoplazas de competición